# 北秋田市立鷹巣南中学校
北秋田市立鷹巣南中学校（きたあきたしりつたかのすみなみちゅうがっこう）は秋田県北秋田市脇神に存在した市立中学校。通称「南中」（なんちゅう）。
鷹巣中学校と統合のため2020年3月末で閉校。

## 沿革
昭和22年4月に七日市中学校、七日市中学校竜森分校、沢口中学校が開校。昭和30年に竜森分校が「竜森中学校」、昭和33年に沢口中学校が「鷹巣中学校沢口校舎」に改称した。
昭和35年4月に七日市中学校と鷹巣中学校沢口校舎の一部が統合し、鷹巣南中学校に改称。
昭和42年4月に校舎を増築して竜森中学校と統合し、昭和61年8月に校舎を新築して脇神字塚ノ岱へ移転した。
中学校の適正規模・配置再編により、鷹巣中学校と統合のため2020年3月末で閉校した。

### 年表
- 1947年（昭和22年）- 七日市中学校・七日市中学校竜森分校・沢口中学校が開校。
- 1955年（昭和30年）
  - 竜森分校が竜森中学校に改称。
  - 9月30日 - 綴子村と七日市村が鷹巣町に編入。
- 1958年（昭和33年）- 沢口中学校が鷹巣中学校沢口校舎に改称。
- 1960年（昭和35年）4月 - 七日市中学校と鷹巣中学校沢口校舎の一部が統合し、鷹巣町立鷹巣南中学校に改称。
- 1967年（昭和42年）4月 - 校舎増築を行い竜森中学校と統合。
- 1986年（昭和61年）8月 - 脇神字塚ノ岱へ校舎を新築移転。
- 2005年（平成17年）3月22日 - 北秋田市誕生により北秋田市立となる。
- 2020年（令和2年）3月31日 - 鷹巣中学校と統合のため閉校。

## 通学区域
- 鷹巣中央小学校・鷹巣南小学校の各学区

## 周辺の主な施設
- 鷹巣中央公園
- ケアタウンたかのす
- メガソーラー発電所
- 国道105号 鷹巣バイパス
- 鷹巣インターチェンジ
- 小猿部川

## アクセス
- 秋北バス 学校前バス停より徒歩1分
- 鷹巣インターチェンジより車で1分
- JR鷹ノ巣駅より車で8分
- 大館能代空港より直線で約2km

## 出身者
- 中田紫乃